# L'última bogeria de Claire Darling
L'última bogeria de Claire Darling (títol original en francès, La Dernière Folie de Claire Darling) és una pel·lícula dramàtica francesa del 2018 dirigida per Julie Bertuccelli. És l'adaptació de la novel·la de Lynda Rutledge, Faith Bass Darling's Last Garage Sale. S'ha doblat i subtitulat al català.
La pel·lícula es va rodar al poble de Verderonne, a la regió dels Alts de França.